# Klodian Duro
Klodian Duro, född den 21 december 1977 i Tirana i Albanien, är en albansk fotbollsspelare som har spelat för LASK Linz i österrikiska Bundesliga och för det albanska landslaget.
Duro var seriemästare i Albanien med KF Tirana i 1999 och 2007 och med Vllaznia Shkodër i 2001. Han debuterade för A-landslaget i april 2001 i en match mot Turkiet. Han gjorde sitt första landslagsmål den 16 oktober 2002 i en match mot Ryssland.